# Dusk... and Her Embrace
 (septembre 2009).
Si vous disposez d'ouvrages ou d'articles de référence ou si vous connaissez des sites web de qualité traitant du thème abordé ici, merci de compléter l'article en donnant les références utiles à sa vérifiabilité et en les liant à la section « Notes et références ».
Albums de Cradle Of Filth
Vempire or Dark Faerytales in Phallustein
(1996) Cruelty and the Beast
(1998)
Dusk... and Her Embrace est le deuxième album studio de Cradle of Filth édité par le label Music For Nations. Initialement prévue pour sortir en 1995 chez Cacophonous record (cf. Dusk... and Her Embrace - The Original Sin), la première version de l'album fut réenregistrée en janvier et février 96 pour sortir dans la foulée de V-empire en 1996.

## Thèmes
Les paroles de l'album sont assez largement inspirées de l'écriture de l'auteur Sheridan Le Fanu et la plupart des titres de Dusk... and Her Embrace parlent de vampirisme, même s'ils ne sont pas mentionnés explicitement. Un autre thème récurrent de l'album est celui du personnage de Elizabeth Bathory, thème qui sera repris de façon plus détaillée dans leur album suivant, Cruelty and the Beast.

## Artistes crédités
- Dani Filth - Chant
- Stuart Anstis - Guitare
- Damien Gregori - Claviers
- Robin Eaglestone - Basse
- Nicholas Barker - Batterie
- Gian Pyres - Guitare
- Danielle Cneajna Cottington - Chant/Chœurs
- Sarah Jezebel Deva - Chant/Chœurs

## Titres
| No | Titre                                               | Durée |
| -- | --------------------------------------------------- | ----- |
| 1. | Humana Inspired to Nightmare (titre instrumental)   | 1:23  |
| 2. | Heaven Torn Asunder                                 | 7:04  |
| 3. | Funeral in Carpathia                                | 8:25  |
| 4. | A Gothic Romance (Red Roses For The Devils's Whore) | 8:35  |
| 5. | Malice Through the Looking Glass                    | 5:30  |
| 6. | Dusk and Her Embrace                                | 6:08  |
| 7. | The Graveyard By Moonlight (titre instrumental)     | 2:28  |
| 8. | Beauty Slept in Sodom                               | 6:32  |
| 9. | Haunted Shores                                      | 7:04  |

La version digipack contient une version refaite du titre Nocturnal supremacy en piste 5. Sur la version Coffin box se trouve deux titres bonus : le titre Hell Awaits, qui est une reprise du groupe Slayer; le titre instrumental Carmilla's Masque. La version japonaise, quant à elle contient ces trois chansons bonus.
| 1.  | Humana Inspired to Nightmare                       | 1:23 |
| 2.  | Heaven Torn Asunder                                | 7:04 |
| 3.  | Funeral in Carpathia                               | 8:24 |
| 4.  | A Gothic Romance (Red Roses for the Devil's Whore) | 8:35 |
| 5.  | Nocturnal Supremacy '96 (version refaite)          | 5:58 |
| 6.  | Malice Through the Looking Glass                   | 5:30 |
| 7.  | Dusk and Her Embrace                               | 6:09 |
| 8.  | The Graveyard by Moonlight                         | 2:28 |
| 9.  | Beauty Slept in Sodom                              | 6:32 |
| 10. | Haunted Shores                                     | 7:04 |

| 1.  | Humana Inspired to Nightmare                       | 1:23 |
| 2.  | Heaven Torn Asunder                                | 7:04 |
| 3.  | Funeral in Carpathia                               | 8:24 |
| 4.  | A Gothic Romance (Red Roses for the Devil's Whore) | 8:35 |
| 5.  | Malice Through the Looking Glass                   | 5:30 |
| 6.  | Dusk and Her Embrace                               | 6:09 |
| 7.  | The Graveyard by Moonlight                         | 2:28 |
| 8.  | Beauty Slept in Sodom                              | 6:32 |
| 9.  | Haunted Shores                                     | 7:04 |
| 10. | Hell Awaits (reprise de Slayer)                    | 5:38 |
| 11. | Carmilla's Masque (titre instrumental)             | 2:54 |

| 1.  | Humana Inspired to Nightmare                       | 1:23 |
| 2.  | Heaven Torn Asunder                                | 7:04 |
| 3.  | Funeral in Carpathia                               | 8:24 |
| 4.  | A Gothic Romance (Red Roses for the Devil's Whore) | 8:35 |
| 5.  | Nocturnal Supremacy '96 (version refaite)          | 5:58 |
| 6.  | Malice Through the Looking Glass                   | 5:30 |
| 7.  | Dusk and Her Embrace                               | 6:09 |
| 8.  | The Graveyard by Moonlight                         | 2:28 |
| 9.  | Beauty Slept in Sodom                              | 6:32 |
| 10. | Haunted Shores                                     | 7:04 |
| 11. | Hell Awaits (reprise de Slayer)                    | 5:38 |
| 12. | Carmilla's Masque (titre instrumental)             | 2:54 |